# Lista siturilor arheologice din județul Buzău - C
Lista siturilor arheologice din județul Buzău - C conține toate siturile arheologice din județul Buzău înscrise în Repertoriul Arheologic Național (RAN) și aflate în localități al căror nume începe cu litera C. RAN este administrat de Ministerul Culturii și Patrimoniului Național și cuprinde date științifice, cartografice, topografice, imagini și planuri, precum și orice alte informații privitoare la zonele cu potențial arheologic, studiate sau nu, încă existente sau dispărute.
Puteți căuta un sit din localitățile care încep cu litera C folosind formularul de mai jos sau puteți naviga prin toate siturile din județ la Lista siturilor arheologice din județul Buzău.
| Cod RAN                                  | Denumire | Localitate                                       | Adresă                 | Datare                                             | Descoperit | Coordonate                                    | Imagine           | Erori            |
| ---------------------------------------- | --- | ------------------------------------------------ | ---------------------- | -------------------------------------------------- | ---------- | --------------------------------------------- | ----------------- | ---------------- |
| 50148.01.04 (Cod LMI: BZ-I-s-A-02212)    | Situl arheologic de la Cârlomănești - "Cetățuia" / ansamblu anonim (Categorie: locuire civilă) (Tip: necropola)                                | sat Cârlomănești, comuna Vernești                | Cetățuia               | Monteoru                                           |            | 45°13′41″N 26°41′45″E / 45.22805°N 26.69583°E | Încărcați imagine | Raportați eroare |
| 50148.01.01 (Cod LMI: BZ-I-m-A-02212.03) | Situl arheologic de la Cârlomănești - "Cetățuia" / ansamblu anonim (Categorie: locuire civilă) (Tip: Așezare)                                  | sat Cârlomănești, comuna Vernești                | Cetățuia               | Monteoru                                           |            | 45°13′41″N 26°41′45″E / 45.22805°N 26.69583°E | Încărcați imagine | Raportați eroare |
| 50148.01.02 (Cod LMI: BZ-I-m-A-02212.02) | Situl arheologic de la Cârlomănești - "Cetățuia" / ansamblu anonim (Categorie: locuire civilă) (Tip: Așezare)                                  | sat Cârlomănești, comuna Vernești                | Cetățuia               | sec. XII - V                                       |            | 45°13′41″N 26°41′45″E / 45.22805°N 26.69583°E | Încărcați imagine | Raportați eroare |
| 50148.01.03 (Cod LMI: BZ-I-m-A-02212.01) | Situl arheologic de la Cârlomănești - "Cetățuia" / ansamblu anonim (Categorie: locuire civilă) (Tip: Așezare fortificată)                      | sat Cârlomănești, comuna Vernești                | Cetățuia               | geto-dacică sec. III - I a. Chr.                   |            | 45°13′41″N 26°41′45″E / 45.22805°N 26.69583°E | Încărcați imagine | Raportați eroare |
| 48511.01.01 (Cod LMI: BZ-I-m-B-02216.01) | Situl arheologic de la Clondiru de Sus - "Pe Vâjâietoare" / ansamblu anonim (Categorie: locuire) (Tip: Necropolă)                              | sat Clondiru de Sus, comuna Pietroasele          | Pe Vâjâietoare         |                                                    |            |                                               | Încărcați imagine | Raportați eroare |
| 48511.01.02 (Cod LMI: BZ-I-m-B-02216.02) | Situl arheologic de la Clondiru de Sus - "Pe Vâjâietoare" / ansamblu anonim (Categorie: locuire) (Tip: Așezare)                                | sat Clondiru de Sus, comuna Pietroasele          | Pe Vâjâietoare         | sec. XII - V a. Chr.                               |            |                                               | Încărcați imagine | Raportați eroare |
| 47328.01.01 (Cod LMI: BZ-I-s-B-02209)    | Așezarea hallstattiană de la Caragele / ansamblu anonim (Categorie: locuire civilă) (Tip: Așezare)                                             | sat Caragele, comuna Luciu                       |                        | sec. XII - V a. Chr.                               |            |                                               | Încărcați imagine | Raportați eroare |
| 47328.02.01 (Cod LMI: BZ-I-s-B-02210)    | Așezarea Sântana de Mureș de la Caragele - "Movila Lungă" / ansamblu anonim (Categorie: locuire civilă) (Tip: Așezare)                         | sat Caragele, comuna Luciu                       | Movila Lungă           | Sântana de Mureș - Cerneahov sec. III - IV p. Chr. |            |                                               | Încărcați imagine | Raportați eroare |
| 46028.01.01 (Cod LMI: BZ-I-s-B-02213)    | Situl arheologic de la Cernătești - "La Cetățuie" / ansamblu anonim (Categorie: locuire) (Tip: Așezare)                                        | sat Cernătești, comuna Cernătești                | La Cetățuie            | Monteoru                                           |            |                                               | Încărcați imagine | Raportați eroare |
| 46028.01.02 (Cod LMI: BZ-I-s-B-02213)    | Situl arheologic de la Cernătești - "La Cetățuie" / ansamblu anonim (Categorie: locuire) (Tip: Necropolă)                                      | sat Cernătești, comuna Cernătești                | La Cetățuie            | Monteoru                                           |            |                                               | Încărcați imagine | Raportați eroare |
| 46028.01.03 (Cod LMI: BZ-I-s-B-02213)    | Situl arheologic de la Cernătești - "La Cetățuie" / ansamblu anonim (Categorie: locuire) (Tip: Cetate)                                         | sat Cernătești, comuna Cernătești                | La Cetățuie            | sec. XVI- XIII                                     |            |                                               | Încărcați imagine | Raportați eroare |
| 47792.01.01 (Cod LMI: BZ-I-s-B-02214)    | Așezarea din epoca medievală timpurie de la Cioranca / ansamblu anonim (Categorie: locuire civilă) (Tip: Așezare)                              | sat Cioranca, comuna Movila Banului              |                        | sec. IX - XI                                       |            |                                               | Încărcați imagine | Raportați eroare |
| 50139.01.01 (Cod LMI: BZ-I-s-A-02211)    | Așezarea Ipotești-Cândești de la Cândești - "Coasta Popii" / ansamblu anonim (Categorie: locuire civilă) (Tip: Așezare)                        | sat Cândești, comuna Vernești                    | Coasta Popii           | sec. VI - VII                                      |            | 45°14′28″N 26°41′45″E / 45.24111°N 26.69583°E | Încărcați imagine | Raportați eroare |
| 49929.01.03 (Cod LMI: BZ-I-m-B-02215.01) | Situl arheologic de la Clondiru - "Pe Movilă" / ansamblu anonim (Categorie: locuire civilă) (Tip: Așezare)                                     | sat Clondiru, comuna Ulmeni                      | Pe Movilă              | sec. III - IV                                      |            |                                               | Încărcați imagine | Raportați eroare |
| 49929.01.01 (Cod LMI: BZ-I-m-B-02215.02) | Situl arheologic de la Clondiru - "Pe Movilă" / ansamblu anonim (Categorie: locuire civilă) (Tip: Așezare)                                     | sat Clondiru, comuna Ulmeni                      | Pe Movilă              | Boian                                              |            |                                               | Încărcați imagine | Raportați eroare |
| 49929.01.02 (Cod LMI: BZ-I-m-B-02215.02) | Situl arheologic de la Clondiru - "Pe Movilă" / ansamblu anonim (Categorie: locuire civilă) (Tip: Așezare)                                     | sat Clondiru, comuna Ulmeni                      | Pe Movilă              | Gumelnița                                          |            |                                               | Încărcați imagine | Raportați eroare |
| 48511.02.01 (Cod LMI: BZ-I-s-B-02217)    | Necropola Sântana de Mureș de la Clondiru de Sus / ansamblu anonim (Categorie: descoperire funerară) (Tip: Necropolă)                          | sat Clondiru de Sus, comuna Pietroasele          |                        | Sântana de Mureș - Cerneahov sec. III - V          |            |                                               | Încărcați imagine | Raportați eroare |
| 46448.01.01 (Cod LMI: BZ-I-s-B-02218)    | Necropola Monteoru de la Colți - "Vârful Bâi" / ansamblu anonim (Categorie: descoperire funerară) (Tip: Necropolă)                             | sat Colți, comuna Colți                          | Vârful Bâi             | Monteoru                                           |            |                                               | Încărcați imagine | Raportați eroare |
| 46493.01.04 (Cod LMI: BZ-I-m-B-02219.01) | Situl arheologic de la Costești / ansamblu anonim (Categorie: locuire) (Tip: Așezare)                                                          | sat Costești, comuna Costești                    |                        | sec. IV                                            |            |                                               | Încărcați imagine | Raportați eroare |
| 46493.01.01 (Cod LMI: BZ-I-m-B-02219.03) | Situl arheologic de la Costești / ansamblu anonim (Categorie: locuire) (Tip: Așezare)                                                          | sat Costești, comuna Costești                    |                        | mil. IV                                            |            |                                               | Încărcați imagine | Raportați eroare |
| 46493.01.02 (Cod LMI: BZ-I-m-B-02219.02) | Situl arheologic de la Costești / ansamblu anonim (Categorie: locuire) (Tip: Așezare)                                                          | sat Costești, comuna Costești                    |                        | Monteoru                                           |            |                                               | Încărcați imagine | Raportați eroare |
| 46493.01.03 (Cod LMI: BZ-I-s-B-02219)    | Situl arheologic de la Costești / ansamblu anonim (Categorie: locuire) (Tip: Necropolă)                                                        | sat Costești, comuna Costești                    |                        | Monteoru                                           |            |                                               | Încărcați imagine | Raportați eroare |
| 46493.02.01 (Cod LMI: BZ-I-m-B-02220.01) | Situl arheologic hallstattian de la Costești / ansamblu anonim (Categorie: locuire) (Tip: Așezare)                                             | sat Costești, comuna Costești                    |                        | sec. XVI-XVIII a. Chr.                             |            |                                               | Încărcați imagine | Raportați eroare |
| 46493.02.02 (Cod LMI: BZ-I-m-B-02220.02) | Situl arheologic hallstattian de la Costești / ansamblu anonim (Categorie: locuire) (Tip: Necropolă)                                           | sat Costești, comuna Costești                    |                        | sec. XII - V a. Chr.                               |            |                                               | Încărcați imagine | Raportați eroare |
| 50497.01.01                              | Situl arheologic de la Costieni / ansamblu anonim (Categorie: locuire civilă) (Tip: Așezare)                                                   | sat Costieni, comuna Ziduri                      |                        |                                                    |            |                                               | Încărcați imagine | Raportați eroare |
| 50497.01.02                              | Situl arheologic de la Costieni / ansamblu anonim (Categorie: locuire civilă) (Tip: Așezare)                                                   | sat Costieni, comuna Ziduri                      |                        | sec. III - IV                                      |            |                                               | Încărcați imagine | Raportați eroare |
| 44881.01.02                              | Necropola medievală de la Câmpeni / ansamblu Cimitirul din Cîmpeni (Categorie: descoperire funerară) (Tip: Necropolă)                          | sat Cânpeni, comuna Amaru                        |                        | sec. XVIII                                         |            |                                               | Încărcați imagine | Raportați eroare |
| 46028.03.01                              | Situl arheologic de la Cernătești - "Muchia Săpocii" / ansamblu anonim (Categorie: locuire) (Tip: Așezare)                                     | sat Cernătești, comuna Cernătești                | Muchia Săpocii         | Monteoru                                           |            |                                               | Încărcați imagine | Raportați eroare |
| 46028.03.02                              | Situl arheologic de la Cernătești - "Muchia Săpocii" / ansamblu anonim (Categorie: locuire) (Tip: Așezare)                                     | sat Cernătești, comuna Cernătești                | Muchia Săpocii         | sec. X - XIII                                      |            |                                               | Încărcați imagine | Raportați eroare |
| 46028.03.03                              | Situl arheologic de la Cernătești - "Muchia Săpocii" / ansamblu anonim (Categorie: locuire) (Tip: Necropolă)                                   | sat Cernătești, comuna Cernătești                | Muchia Săpocii         | sec. X - XIII                                      |            |                                               | Încărcați imagine | Raportați eroare |
| 46028.02.01                              | Așezarea Monteoru de la Cernătești - "Plaiul" / ansamblu anonim (Categorie: locuire civilă) (Tip: Așezare)                                     | sat Cernătești, comuna Cernătești                | Plaiul                 | Monteoru                                           |            |                                               | Încărcați imagine | Raportați eroare |
| 46199.02.01                              | Așezarea Monteoru de la Chiojdu - "Locul cu nuci" / ansamblu anonim (Categorie: locuire civilă) (Tip: Așezare)                                 | sat Chiojdu, comuna Chiojdu                      | Locul cu nuci          | Monteoru                                           |            |                                               | Încărcați imagine | Raportați eroare |
| 46199.01.01                              | Necropola din epoca migrațiilor de la Chiojdu / ansamblu Cimitirul premedieval de la Chiojd (Categorie: descoperire funerară) (Tip: Necropolă) | sat Chiojdu, comuna Chiojdu                      |                        | sec. IV                                            |            |                                               | Încărcați imagine | Raportați eroare |
| 46493.07.01                              | Situl arheologic Monteoru de la Costești / ansamblu anonim (Categorie: locuire) (Tip: Așezare)                                                 | sat Costești, comuna Costești                    |                        | Monteoru                                           |            |                                               | Încărcați imagine | Raportați eroare |
| 46493.07.02                              | Situl arheologic Monteoru de la Costești / ansamblu anonim (Categorie: locuire) (Tip: Necropolă)                                               | sat Costești, comuna Costești                    |                        | Monteoru                                           |            |                                               | Încărcați imagine | Raportați eroare |
| 46493.06.01                              | Necropola eneolitică de la Costești - "Movila Pietrosul" / ansamblu anonim (Categorie: descoperire funerară) (Tip: Necropolă)                  | sat Costești, comuna Costești                    | Movila Pietrosul       |                                                    |            |                                               | Încărcați imagine | Raportați eroare |
| 46493.05.01                              | Necropola eneolitică de la Costești - "Movila Budișteanca" / ansamblu anonim (Categorie: descoperire funerară) (Tip: Necropolă)                | sat Costești, comuna Costești                    | Movila Budișteanca     |                                                    |            |                                               | Încărcați imagine | Raportați eroare |
| 46493.04.01                              | Necropola de la Costești - "Movila Costești" / ansamblu anonim (Categorie: descoperire funerară) (Tip: Necropolă)                              | sat Costești, comuna Costești                    | Movila Costești        |                                                    |            |                                               | Încărcați imagine | Raportați eroare |
| 46493.04.02                              | Necropola de la Costești - "Movila Costești" / ansamblu anonim (Categorie: descoperire funerară) (Tip: Necropolă)                              | sat Costești, comuna Costești                    | Movila Costești        |                                                    |            |                                               | Încărcați imagine | Raportați eroare |
| 46493.03.01                              | Necropola de la Costești - "Movila Plată" / ansamblu anonim (Categorie: descoperire funerară) (Tip: Necropolă)                                 | sat Costești, comuna Costești                    | Movila Plată           |                                                    |            |                                               | Încărcați imagine | Raportați eroare |
| 46493.03.02                              | Necropola de la Costești - "Movila Plată" / ansamblu anonim (Categorie: descoperire funerară) (Tip: Necropolă)                                 | sat Costești, comuna Costești                    | Movila Plată           |                                                    |            |                                               | Încărcați imagine | Raportați eroare |
| 45851.01.01                              | Situl arheologic de la Cotu Ciorii - "Movila Cîrna" / ansamblu anonim (Categorie: locuire civilă) (Tip: Așezare)                               | sat Cotu Ciorii, comuna C.A. Rosetti             | Movila Cîrna           |                                                    |            |                                               | Încărcați imagine | Raportați eroare |
| 45851.01.02                              | Situl arheologic de la Cotu Ciorii - "Movila Cîrna" / ansamblu anonim (Categorie: locuire civilă) (Tip: Așezare)                               | sat Cotu Ciorii, comuna C.A. Rosetti             | Movila Cîrna           | sec. X - XIII                                      |            |                                               | Încărcați imagine | Raportați eroare |
| 45824.01.01                              | Necropola de la C. A. Rosetti - "Movila Rosetti" / ansamblu anonim (Categorie: descoperire funerară) (Tip: Necropolă)                          | sat C. A. Rosetti, comuna C.A. Rosetti           | Movila Rosetti         |                                                    |            |                                               | Încărcați imagine | Raportați eroare |
| 45824.01.02                              | Necropola de la C. A. Rosetti - "Movila Rosetti" / ansamblu anonim (Categorie: descoperire funerară) (Tip: Necropolă)                          | sat C. A. Rosetti, comuna C.A. Rosetti           | Movila Rosetti         |                                                    |            |                                               | Încărcați imagine | Raportați eroare |
| 45824.01.03                              | Necropola de la C. A. Rosetti - "Movila Rosetti" / ansamblu anonim (Categorie: descoperire funerară) (Tip: Necropolă)                          | sat C. A. Rosetti, comuna C.A. Rosetti           | Movila Rosetti         | sec. X - XIII                                      |            |                                               | Încărcați imagine | Raportați eroare |
| 46974.01.01                              | Necropola medievală de la Cotorca / ansamblu anonim (Categorie: descoperire funerară) (Tip: Necropolă)                                         | sat Cotorca, comuna Glodeanu-Siliștea            |                        | sec. XVII - XIX                                    |            |                                               | Încărcați imagine | Raportați eroare |
| 46974.05.01                              | Situl arheologic de la Cotorca - "Valea Popii" / ansamblu anonim (Categorie: locuire) (Tip: Așezare)                                           | sat Cotorca, comuna Glodeanu-Siliștea            | Valea Popii            | Gumelnița                                          |            |                                               | Încărcați imagine | Raportați eroare |
| 46974.05.02                              | Situl arheologic de la Cotorca - "Valea Popii" / ansamblu anonim (Categorie: locuire) (Tip: Necropolă)                                         | sat Cotorca, comuna Glodeanu-Siliștea            | Valea Popii            | Gumelnița                                          |            |                                               | Încărcați imagine | Raportați eroare |
| 46974.05.03                              | Situl arheologic de la Cotorca - "Valea Popii" / ansamblu anonim (Categorie: locuire) (Tip: Așezare)                                           | sat Cotorca, comuna Glodeanu-Siliștea            | Valea Popii            | Monteoru                                           |            |                                               | Încărcați imagine | Raportați eroare |
| 46974.05.04                              | Situl arheologic de la Cotorca - "Valea Popii" / ansamblu anonim (Categorie: locuire) (Tip: Necropolă)                                         | sat Cotorca, comuna Glodeanu-Siliștea            | Valea Popii            | Monteoru                                           |            |                                               | Încărcați imagine | Raportați eroare |
| 46974.05.05                              | Situl arheologic de la Cotorca - "Valea Popii" / ansamblu anonim (Categorie: locuire) (Tip: Așezare)                                           | sat Cotorca, comuna Glodeanu-Siliștea            | Valea Popii            |                                                    |            |                                               | Încărcați imagine | Raportați eroare |
| 46974.05.06                              | Situl arheologic de la Cotorca - "Valea Popii" / ansamblu anonim (Categorie: locuire) (Tip: Necropolă)                                         | sat Cotorca, comuna Glodeanu-Siliștea            | Valea Popii            |                                                    |            |                                               | Încărcați imagine | Raportați eroare |
| 46974.05.07                              | Situl arheologic de la Cotorca - "Valea Popii" / ansamblu anonim (Categorie: locuire) (Tip: Așezare)                                           | sat Cotorca, comuna Glodeanu-Siliștea            | Valea Popii            |                                                    |            |                                               | Încărcați imagine | Raportați eroare |
| 46974.05.08                              | Situl arheologic de la Cotorca - "Valea Popii" / ansamblu anonim (Categorie: locuire) (Tip: Necropolă)                                         | sat Cotorca, comuna Glodeanu-Siliștea            | Valea Popii            |                                                    |            |                                               | Încărcați imagine | Raportați eroare |
| 46974.05.09                              | Situl arheologic de la Cotorca - "Valea Popii" / ansamblu anonim (Categorie: locuire) (Tip: Așezare)                                           | sat Cotorca, comuna Glodeanu-Siliștea            | Valea Popii            |                                                    |            |                                               | Încărcați imagine | Raportați eroare |
| 46974.05.10                              | Situl arheologic de la Cotorca - "Valea Popii" / ansamblu anonim (Categorie: locuire) (Tip: Necropolă)                                         | sat Cotorca, comuna Glodeanu-Siliștea            | Valea Popii            |                                                    |            |                                               | Încărcați imagine | Raportați eroare |
| 46974.04.01                              | Necropola din epoca migrațiilor de la Cotorca / ansamblu anonim (Categorie: descoperire funerară) (Tip: Necropolă)                             | sat Cotorca, comuna Glodeanu-Siliștea            |                        | sec. IV - V                                        |            |                                               | Încărcați imagine | Raportați eroare |
| 46974.03.01                              | Așezarea și necropola din epoca migrațiilor de la Cotorca / ansamblu anonim (Categorie: locuire) (Tip: Așezare)                                | sat Cotorca, comuna Glodeanu-Siliștea            |                        | sec. IV - V                                        |            |                                               | Încărcați imagine | Raportați eroare |
| 46974.03.02                              | Așezarea și necropola din epoca migrațiilor de la Cotorca / ansamblu anonim (Categorie: locuire) (Tip: Necropolă)                              | sat Cotorca, comuna Glodeanu-Siliștea            |                        | sec. IV - V                                        |            |                                               | Încărcați imagine | Raportați eroare |
| 46974.02.01                              | Situl arheologic de la Cotorca / ansamblu anonim (Categorie: locuire civilă) (Tip: Așezare)                                                    | sat Cotorca, comuna Glodeanu-Siliștea            |                        |                                                    |            | 45°50′55″N 26°43′50″E / 45.84861°N 26.73056°E | Încărcați imagine | Raportați eroare |
| 46974.02.02                              | Situl arheologic de la Cotorca / ansamblu anonim (Categorie: locuire civilă) (Tip: Așezare)                                                    | sat Cotorca, comuna Glodeanu-Siliștea            |                        |                                                    |            | 45°50′55″N 26°43′50″E / 45.84861°N 26.73056°E | Încărcați imagine | Raportați eroare |
| 46885.01.01                              | Necropola preistorică de la Căldărușanca - "Movila Căldărușanca" / ansamblu anonim (Categorie: descoperire funerară) (Tip: Necropolă)          | sat Căldărușeanca, comuna Glodeanu Sărat         | Movila Căldărușanca    |                                                    |            |                                               | Încărcați imagine | Raportați eroare |
| 46885.01                                 | Necropola preistorică de la Căldărușanca - "Movila Căldărușanca" / ansamblu anonim (Categorie: descoperire funerară) (Tip: Necropolă)          | sat Căldărușeanca, comuna Glodeanu Sărat         | Movila Căldărușanca    |                                                    |            |                                               | Încărcați imagine | Raportați eroare |
| 47328.03.01                              | Așezarea din epoca migrațiilor de la Caragele - "Măgura Catrinei" / ansamblu anonim (Categorie: locuire civilă) (Tip: Așezare)                 | sat Caragele, comuna Luciu                       | Măgura Catrinei        | sec. II - VI                                       |            |                                               | Încărcați imagine | Raportați eroare |
| 47792.04.01                              | Necropola de la Cioranca - "Movila Mică" / ansamblu anonim (Categorie: descoperire funerară) (Tip: Necropolă)                                  | sat Cioranca, comuna Movila Banului              | Movila Mică            |                                                    |            |                                               | Încărcați imagine | Raportați eroare |
| 47792.04.02                              | Necropola de la Cioranca - "Movila Mică" / ansamblu anonim (Categorie: descoperire funerară) (Tip: Necropolă)                                  | sat Cioranca, comuna Movila Banului              | Movila Mică            |                                                    |            |                                               | Încărcați imagine | Raportați eroare |
| 47792.03.01                              | Necropola de la Cioranca - "Movila Ciorăncii" / ansamblu anonim (Categorie: descoperire funerară) (Tip: Necropolă)                             | sat Cioranca, comuna Movila Banului              | Movila Ciorăncii       |                                                    |            |                                               | Încărcați imagine | Raportați eroare |
| 47792.03.02                              | Necropola de la Cioranca - "Movila Ciorăncii" / ansamblu anonim (Categorie: descoperire funerară) (Tip: Necropolă)                             | sat Cioranca, comuna Movila Banului              | Movila Ciorăncii       |                                                    |            |                                               | Încărcați imagine | Raportați eroare |
| 47792.03.03                              | Necropola de la Cioranca - "Movila Ciorăncii" / ansamblu anonim (Categorie: descoperire funerară) (Tip: Necropolă)                             | sat Cioranca, comuna Movila Banului              | Movila Ciorăncii       |                                                    |            |                                               | Încărcați imagine | Raportați eroare |
| 47792.02.01                              | Necropola din epoca migrațiilor de la Cioranca - "Movilă" / ansamblu anonim (Categorie: descoperire funerară) (Tip: Necropolă)                 | sat Cioranca, comuna Movila Banului              | Movilă                 |                                                    |            |                                               | Încărcați imagine | Raportați eroare |
| 47943.01.01                              | Necropola și așezarea din epoca bronzului de la Chirlești - "Podul Babei" / ansamblu anonim (Categorie: locuire) (Tip: Așezare)                | sat Chirlești, oraș Nehoiu                       | Podul Babei            |                                                    |            |                                               | Încărcați imagine | Raportați eroare |
| 47943.01.02                              | Necropola și așezarea din epoca bronzului de la Chirlești - "Podul Babei" / ansamblu anonim (Categorie: locuire) (Tip: Necropolă)              | sat Chirlești, oraș Nehoiu                       | Podul Babei            |                                                    |            |                                               | Încărcați imagine | Raportați eroare |
| 48502.02.01                              | Situl arheologic preistoric de la Câlțești - "Vladimirescu" / ansamblu anonim (Categorie: locuire) (Tip: Așezare)                              | sat Câlțești, comuna Pietroasele                 | Vladimirescu           |                                                    |            |                                               | Încărcați imagine | Raportați eroare |
| 48502.02.02                              | Situl arheologic preistoric de la Câlțești - "Vladimirescu" / ansamblu anonim (Categorie: locuire) (Tip: Necropolă)                            | sat Câlțești, comuna Pietroasele                 | Vladimirescu           |                                                    |            |                                               | Încărcați imagine | Raportați eroare |
| 48502.02.03                              | Situl arheologic preistoric de la Câlțești - "Vladimirescu" / ansamblu anonim (Categorie: locuire) (Tip: Așezare)                              | sat Câlțești, comuna Pietroasele                 | Vladimirescu           | Năeni - Schnechenberg                              |            |                                               | Încărcați imagine | Raportați eroare |
| 48502.02.04                              | Situl arheologic preistoric de la Câlțești - "Vladimirescu" / ansamblu anonim (Categorie: locuire) (Tip: Necropolă)                            | sat Câlțești, comuna Pietroasele                 | Vladimirescu           | Năeni - Schnechenberg                              |            |                                               | Încărcați imagine | Raportați eroare |
| 48502.02.05                              | Situl arheologic preistoric de la Câlțești - "Vladimirescu" / ansamblu anonim (Categorie: locuire) (Tip: Așezare)                              | sat Câlțești, comuna Pietroasele                 | Vladimirescu           | Schneckenberg                                      |            |                                               | Încărcați imagine | Raportați eroare |
| 48502.02.06                              | Situl arheologic preistoric de la Câlțești - "Vladimirescu" / ansamblu anonim (Categorie: locuire) (Tip: Necropolă)                            | sat Câlțești, comuna Pietroasele                 | Vladimirescu           | Schneckenberg                                      |            |                                               | Încărcați imagine | Raportați eroare |
| 48502.02.07                              | Situl arheologic preistoric de la Câlțești - "Vladimirescu" / ansamblu anonim (Categorie: locuire) (Tip: Așezare)                              | sat Câlțești, comuna Pietroasele                 | Vladimirescu           | Monteoru                                           |            |                                               | Încărcați imagine | Raportați eroare |
| 48502.02.08                              | Situl arheologic preistoric de la Câlțești - "Vladimirescu" / ansamblu anonim (Categorie: locuire) (Tip: Necropolă)                            | sat Câlțești, comuna Pietroasele                 | Vladimirescu           | Monteoru                                           |            |                                               | Încărcați imagine | Raportați eroare |
| 48502.01.01                              | Așezarea Latene de la Câlțești / ansamblu anonim (Categorie: locuire civilă) (Tip: Așezare)                                                    | sat Câlțești, comuna Pietroasele                 |                        |                                                    |            |                                               | Încărcați imagine | Raportați eroare |
| 48502.01.02                              | Așezarea Latene de la Câlțești / ansamblu anonim (Categorie: locuire civilă) (Tip: Așezare)                                                    | sat Câlțești, comuna Pietroasele                 |                        | sec. II - IV                                       |            |                                               | Încărcați imagine | Raportați eroare |
| 48762.02.01                              | Necropola preistorică de la Căldărăști - "Movila Băneasca" / ansamblu anonim (Categorie: descoperire funerară) (Tip: Necropolă)                | localitate componentă Căldărăști, oraș Pogoanele | Movila Băneasca        |                                                    |            |                                               | Încărcați imagine | Raportați eroare |
| 48762.02.02                              | Necropola preistorică de la Căldărăști - "Movila Băneasca" / ansamblu anonim (Categorie: descoperire funerară) (Tip: Necropolă)                | localitate componentă Căldărăști, oraș Pogoanele | Movila Băneasca        |                                                    |            |                                               | Încărcați imagine | Raportați eroare |
| 48762.01.01                              | Necropola din epoca migrațiilor de la Căldărăști - "La Movilă" / ansamblu anonim (Categorie: descoperire funerară) (Tip: Necropolă)            | localitate componentă Căldărăști, oraș Pogoanele | La Movilă              |                                                    |            |                                               | Încărcați imagine | Raportați eroare |
| 48986.04.01                              | Necropola preistorică de la Colibași - "Movila Mare Colibași" / ansamblu anonim (Categorie: descoperire funerară) (Tip: Necropolă)             | sat Colibași, comuna Râmnicelu                   | Movila Mare Colibași   |                                                    |            |                                               | Încărcați imagine | Raportați eroare |
| 48986.04.02                              | Necropola preistorică de la Colibași - "Movila Mare Colibași" / ansamblu anonim (Categorie: descoperire funerară) (Tip: Necropolă)             | sat Colibași, comuna Râmnicelu                   | Movila Mare Colibași   |                                                    |            |                                               | Încărcați imagine | Raportați eroare |
| 48986.03.01                              | Așezarea neolitică de la Colibași - "Movila Aplatisată" / ansamblu anonim (Categorie: locuire civilă) (Tip: Așezare)                           | sat Colibași, comuna Râmnicelu                   | Movila Aplatisată      |                                                    |            |                                               | Încărcați imagine | Raportați eroare |
| 48986.02.01                              | Așezarea neolitică de la Colibași - "Movila mare cu cruce" / ansamblu anonim (Categorie: locuire civilă) (Tip: Așezare)                        | sat Colibași, comuna Râmnicelu                   | Movila mare cu cruce   |                                                    |            |                                               | Încărcați imagine | Raportați eroare |
| 48986.01.01                              | Situl arheologic preistoric de la Colibași - "Movila Țigăncii" / ansamblu anonim (Categorie: locuire) (Tip: Necropolă)                         | sat Colibași, comuna Râmnicelu                   | Movila Țigăncii        |                                                    |            |                                               | Încărcați imagine | Raportați eroare |
| 48986.01.02                              | Situl arheologic preistoric de la Colibași - "Movila Țigăncii" / ansamblu anonim (Categorie: locuire) (Tip: Așezare)                           | sat Colibași, comuna Râmnicelu                   | Movila Țigăncii        |                                                    |            |                                               | Încărcați imagine | Raportați eroare |
| 48986.01.03                              | Situl arheologic preistoric de la Colibași - "Movila Țigăncii" / ansamblu anonim (Categorie: locuire) (Tip: Necropolă)                         | sat Colibași, comuna Râmnicelu                   | Movila Țigăncii        |                                                    |            |                                               | Încărcați imagine | Raportați eroare |
| 48986.01.04                              | Situl arheologic preistoric de la Colibași - "Movila Țigăncii" / ansamblu anonim (Categorie: locuire) (Tip: Așezare)                           | sat Colibași, comuna Râmnicelu                   | Movila Țigăncii        |                                                    |            |                                               | Încărcați imagine | Raportați eroare |
| 49929.04.01                              | Necropola din epoca migrațiilor de la Clondiru - "Movila Veche" / ansamblu anonim (Categorie: descoperire funerară) (Tip: Necropolă)           | sat Clondiru, comuna Ulmeni                      | Movila Veche           |                                                    |            |                                               | Încărcați imagine | Raportați eroare |
| 49929.03.01                              | Necropola eneolitică de la Clondiru - "Movila Țigănilă" / ansamblu anonim (Categorie: descoperire funerară) (Tip: Necropolă)                   | sat Clondiru, comuna Ulmeni                      | Movila Țigănilă        |                                                    |            |                                               | Încărcați imagine | Raportați eroare |
| 49929.02.01                              | Necropola de la Clondiru - "Movila Ciura" / ansamblu anonim (Categorie: descoperire funerară) (Tip: Necropolă)                                 | sat Clondiru, comuna Ulmeni                      | Movila Ciura           |                                                    |            |                                               | Încărcați imagine | Raportați eroare |
| 49929.02.02                              | Necropola de la Clondiru - "Movila Ciura" / ansamblu anonim (Categorie: descoperire funerară) (Tip: Necropolă)                                 | sat Clondiru, comuna Ulmeni                      | Movila Ciura           |                                                    |            |                                               | Încărcați imagine | Raportați eroare |
| 50139.02.01                              | Așezarea fortificată Latene de la Cândești / ansamblu anonim (Categorie: locuire civilă) (Tip: Așezare fortificată)                            | sat Cândești, comuna Vernești                    |                        | geto-dacică sec. II - I a. Chr.                    |            |                                               | Încărcați imagine | Raportați eroare |
| 50148.05.02                              | Situl arheologic de la Cârlomănești - "Arman" / ansamblu anonim (Categorie: locuire civilă) (Tip: Necropolă)                                   | sat Cârlomănești, comuna Vernești                | Arman                  | Monteoru - Ic2-lb                                  |            | 45°56′00″N 26°13′37″E / 45.93333°N 26.22694°E | Încărcați imagine | Raportați eroare |
| 50148.05.01                              | Situl arheologic de la Cârlomănești - "Arman" / ansamblu anonim (Categorie: locuire civilă) (Tip: Așezare)                                     | sat Cârlomănești, comuna Vernești                | Arman                  | Monteoru                                           |            | 45°56′00″N 26°13′37″E / 45.93333°N 26.22694°E | Încărcați imagine | Raportați eroare |
| 50148.05.03                              | Situl arheologic de la Cârlomănești - "Arman" / ansamblu anonim (Categorie: locuire civilă) (Tip: așezare)                                     | sat Cârlomănești, comuna Vernești                | Arman                  | sec. VI-VII                                        |            | 45°56′00″N 26°13′37″E / 45.93333°N 26.22694°E | Încărcați imagine | Raportați eroare |
| 50148.03.01                              | Situl arheologic Latene de la Cârlomănești / ansamblu anonim (Categorie: locuire) (Tip: Necropolă tumulară)                                    | sat Cârlomănești, comuna Vernești                |                        | geto-dacică sec. II - I a. Chr.                    |            |                                               | Încărcați imagine | Raportați eroare |
| 50148.03.02                              | Situl arheologic Latene de la Cârlomănești / ansamblu anonim (Categorie: locuire) (Tip: Cetate)                                                | sat Cârlomănești, comuna Vernești                |                        | geto-dacică sec. II - I a. Chr.                    |            |                                               | Încărcați imagine | Raportați eroare |
| 50148.02.01                              | Așezarea Latene de la Cârlomănești / ansamblu anonim (Categorie: locuire civilă) (Tip: Așezare)                                                | sat Cârlomănești, comuna Vernești                |                        | geto-dacică sec. II - I a. Chr.                    |            |                                               | Încărcați imagine | Raportați eroare |
| 46199.03                                 | Cruce de piatră la Chiojdu- În grădina lui C. Huru (Categorie: structură de cult/religioasă) (Tip: cruce)                                      | sat Chiojdu, comuna Chiojdu                      | În grădina lui C. Huru | 1712                                               |            |                                               | Încărcați imagine | Raportați eroare |
| 48708.01.03 (Cod LMI: BZ-I-s-B-02222)    | Situl arheologic de la Coțatcu - "Cetățuia" / ansamblu anonim (Categorie: locuire civilă) (Tip: Așezare)                                       | sat Coțatcu, comuna Podgoria                     | Cetățuia               | Starčevo - Criș                                    | 1973       | 45°29′20″N 26°59′15″E / 45.48889°N 26.9875°E  | Încărcați imagine | Raportați eroare |
| 48708.01.01 (Cod LMI: BZ-I-m-B-02222.02) | Situl arheologic de la Coțatcu - "Cetățuia" / ansamblu anonim (Categorie: locuire civilă) (Tip: Așezare)                                       | sat Coțatcu, comuna Podgoria                     | Cetățuia               | Gumelnița                                          | 1973       | 45°29′20″N 26°59′15″E / 45.48889°N 26.9875°E  | Încărcați imagine | Raportați eroare |
| 48708.01.02 (Cod LMI: BZ-I-m-B-02222.01) | Situl arheologic de la Coțatcu - "Cetățuia" / ansamblu anonim (Categorie: locuire civilă) (Tip: Așezare)                                       | sat Coțatcu, comuna Podgoria                     | Cetățuia               | Monteoru                                           | 1973       | 45°29′20″N 26°59′15″E / 45.48889°N 26.9875°E  | Încărcați imagine | Raportați eroare |
| 45762.01.01 (Cod LMI: BZ-I-s-B-02208)    | Așezarea din epoca migrațiilor de la Calvini - "În loturi" / ansamblu anonim (Categorie: locuire civilă) (Tip: Așezare)                        | sat Calvini, comuna Calvini                      | În loturi              |                                                    |            |                                               | Încărcați imagine | Raportați eroare |
| 50497.02.01 (Cod LMI: BZ-I-m-B-02221.02) | Situl arheologic de la Costieni / ansamblu anonim (Categorie: locuire) (Tip: Așezare)                                                          | sat Costieni, comuna Ziduri                      |                        | sec. III - IV                                      |            |                                               | Încărcați imagine | Raportați eroare |
| 50497.02.02 (Cod LMI: BZ-I-m-B-02221.01) | Situl arheologic de la Costieni / ansamblu anonim (Categorie: locuire) (Tip: Necropolă)                                                        | sat Costieni, comuna Ziduri                      |                        | sec. VIII - IX                                     |            |                                               | Încărcați imagine | Raportați eroare |
| 50497.02.03 (Cod LMI: BZ-I-m-B-02221.03) | Situl arheologic de la Costieni / ansamblu anonim (Categorie: locuire) (Tip: Așezare)                                                          | sat Costieni, comuna Ziduri                      |                        | sec. III-IV                                        |            |                                               | Încărcați imagine | Raportați eroare |
| 50497.02.04 (Cod LMI: BZ-I-m-B-02221.04) | Situl arheologic de la Costieni / ansamblu anonim (Categorie: locuire) (Tip: Așezare)                                                          | sat Costieni, comuna Ziduri                      |                        |                                                    |            |                                               | Încărcați imagine | Raportați eroare |